# Goundam Airport
Goundam Airport är en flygplats i Mali.   Den ligger i regionen Gao, i den centrala delen av landet, 600 km nordost om huvudstaden Bamako. Goundam Airport ligger 265 meter över havet.
Terrängen runt Goundam Airport är platt. Runt Goundam Airport är det ganska glesbefolkat, med 35 invånare per kvadratkilometer. Närmaste större samhälle är Goundam, 9,6 km nordväst om Goundam Airport. Trakten runt Goundam Airport är ofruktbar med lite eller ingen växtlighet.